# Dixence
Die Dixence ist ein rund 12 Kilometer langer linker Nebenfluss der Borgne in den Walliser Alpen im Schweizer Kanton Wallis.
Er entspringt dem Lac des Dix, einem Stausee mit der Staumauer Grande Dixence, der von zahlreichen Gebirgsbächen gespeist wird. Nach etwa 12 Kilometer mündet der Wildbach in die Borgne, die später in die Rhone mündet.
Der obere Teil seines Tals ist das Val des Dix, der untere Teil ist das Val d’Hérémence.
Siehe auch: Cheilongletscher